# برندن (داکوتای جنوبی)
برندن(به انگلیسی: Brandon) شهری در ایالت داکوتای جنوبی کشور ایالات متحده آمریکا است که جمعیت آن در سرشماری سال ۲۰۱۰ میلادی، ۸٬۷۸۵ نفر بوده‌است.